# Destalinisatie
Met de destalinisatie (Russisch: десталинизация, destalinizatsiya) wordt een periode in de geschiedenis van de Sovjet-Unie bedoeld waarin alles wat Stalin zo machtig had gemaakt, zoals de verheerlijking van zijn persoonlijkheid, het Stalinistische politieke systeem en het systeem van werkkampen geregeld door de Goelag, plaats moest maken voor een nieuwe politieke lijn. Zodra hij na de dood van Stalin aan de macht was gekomen, begon zijn opvolger Nikita Chroesjtsjov met dat nieuwe beleid.

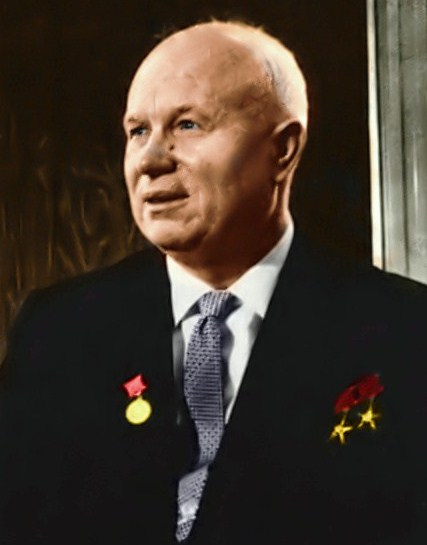
Nikita Chroesjtsjov

Zichtbare veranderingen in de Sovjet-Unie:
- Geschiedenisboeken werden herschreven. In de oude geschiedenisboeken stonden alleen maar positieve dingen over Stalin.
- Straatnamen werden veranderd. Namen waar voorheen 'Stalin' in stond, werden nu hernoemd.
- Stalingrad werd hernoemd naar Wolgograd.
- Standbeelden van Jozef Stalin werden vernietigd. Alleen in zijn geboorteplaats Gori in Georgië bleef een groot standbeeld tot 2010 staan ondanks diverse pogingen het te verwijderen. Met name de lokale gemeenschap was tegen verwijdering, vooral omdat het "hun held" was die de Sovjet-Unie leidde en de victorie over de nazi's behaalde.[1] Het standbeeld werd uiteindelijk in 2010 verwijderd.[2] Tbilisi was ook de enige stad in de Sovjet-Unie waar in 1956 demonstraties plaatsvonden tegen de destalinisatie. Ondanks verschillende toezeggingen en burgerinitiatieven het beeld bij het lokale Stalin-museum te herplaatsen is dat niet gebeurd.[3]

In 1956 hield Chroesjtsjov een geheime toespraak op het twintigste partijcongres van de Communistische Partij, waarin hij aankondigde dat de persoonsverheerlijking van Stalin moest ophouden, tevens ontsloeg hij Stalins trouwste medewerkers, zoals Vjatsjeslav Molotov. Anastas Mikojan, onder Chroesjstsjov de tweede man van de Sovjet-Unie, steunde de geheime toespraak van Chroesjtsjov echter en bleef op zijn plaats. Als gevolg van de 'destalinisatie' werden standbeelden en schilderijen van Stalin van prominente plaatsen verwijderd. Tevens veranderde de berichtgeving over Stalin in de Russische pers en in de satellietlanden. Dissidenten en Duitse krijgsgevangenen werden vrijgelaten. Hoewel de Sovjet-Unie nog een autoritaire staat was, zorgde Chroesjtsjov er wel voor dat de invloed van de NKVD op de samenleving afnam en de inwoners van de Sovjet-Unie meer vrijheden kregen. Deze maatregelen hadden wel tot gevolg dat er in Hongarije en Polen opstanden uitbraken, die echter hardhandig door het Rode Leger de kop in werden gedrukt. Aanhangers van de denkbeelden van Lev Trotski en het trotskisme werden nog steeds als vijanden beschouwd. Volgens trotskisten was er ondanks de destalinisatie weinig veranderd aan het stalinistische karakter van de Sovjet-Unie. Ook stond Chroesjtsjov toe dat de Vajnachen konden terugkeren naar Tsjetsjenië en Ingoesjetië. Zij waren onder Stalin in 1944 gedeporteerd naar Centraal-Azië.
Openlijke berichtgeving over Stalins terreur werd pas echt mogelijk toen Michail Gorbatsjov in de jaren tachtig aan het bewind kwam in de Sovjet-Unie. Toen werd het het Russische volk pas echt duidelijk wat er zich onder Stalins schrikbewind had afgespeeld. Opvallend genoeg wordt Stalin door sommige Russen nog positief gewaardeerd.